# Huya
För andra betydelser, se Huya (olika betydelser).
Huya (kinesiska: 虎牙藏族乡, 虎牙) är en socken i Kina. Den ligger i provinsen Sichuan, i den sydvästra delen av landet, omkring 210 kilometer norr om provinshuvudstaden Chengdu. Antalet invånare är 2 004. Befolkningen består av 950 kvinnor och 1 054 män. Barn under 15 år utgör 13,0 %, vuxna 15-64 år 74 %, och äldre över 65 år 11,0 %.
Genomsnittlig årsnederbörd är 1 041 millimeter. Den regnigaste månaden är juli, med i genomsnitt 265 mm nederbörd, och den torraste är december, med 2 mm nederbörd.